# Олімпіада Епірська
Олімпіада Епірська (грец. Ολυμπιάδα της Ηπείρου, близько 375 до н. е. — 316 до н. е.) — дочка молосського царя Неоптолема, дружина македонського царя Філіппа II і мати Александра Великого. Після смерті Александра Олімпіада захопила владу в Македонії в 317 до н. е. і стала царювати від імені свого онука Александра IV, сина Александра Великого. Однак наступного року була скинута діадохом Кассандром і страчена.

## Македонська царівна
Олімпіада була дочкою Епірського царя Неоптолема II, який вважав себе нащадком напівміфічного Ахілла. Народжена з ім'ям Поліксена, вона до шлюбу носила ім'я Міртала, а після весілля Філіпп II назвав її Олімпіадою, на честь олімпійських змагань. Наприкінці життя вона знову змінила ім'я на Стратоніка.
За словами Плутарха Філіп II вперше зустрів Олімпіаду на острові Самотракія, де їх обох посвячували в містерії, присвячені богу Діонісу.
Олімпіада стала учасницею, а пізніше і організатором церемоній служіння богу Діонісу. Вона освоїла мистецтво приготування різного зілля, а також смертельних отрут.
Неоптолем царював недовго, на Епірський престол заступив його брат Арріба.
Навесні 357 року до н. е. з Македонії в Епір прибула делегація послів, яка звернулася до Арібба з проханням царя Філіппа віддати за нього заміж Олімпіаду.
Весілля відбулося у 359 до н. е. У 356 до н. е. у них народився син Александр, що став у майбутньому Александром Великим, а також дочка Клеопатра. Існувала легенда, ніби батьком Александра був не Філіпп, якого відштовхувала любов Олімпіади до змій, а Зевс, що заволодів Олімпіадою під час грози. Сам Александр підтримував існування цієї легенди в політичних цілях, але вважав своїм батьком саме Філіппа.
Мінливість Філіппа і ревнивість Олімпіади призвели до охолодження їхніх почуттів, переломним моментом стало одруження 337 до н. е. Філіпа з юною македонською аристократкою Клеопатрою. Філіпп і раніше одружувався з іншими жінками, проте ті в силу свого соціального статусу не могли похитнути становище властолюбної епірської царівни. Олімпіада поїхала на батьківщину в Епір. Рік по тому Філіпп був убитий, і вона повернулася до Македонії, де у відсутності царя Александра, її сина, жорстоко розправилася із суперницею Клеопатрою та її новонародженою дочкою.
Під час походів Александра Олімпіада постійно писала йому і, володіючи вагомим авторитетом в очах сина, очорнювала людей його оточення, в тому числі македонського намісника Антипатра. Однак Александр не дозволяв матері впливати на державні справи. Ще до смерті Александра Олімпіада виїхала до Епір в 324 до н. е. (або раніше) через сварку з Антипатром, де вона відчула себе повноправною царицею і звідки витіснила власну дочку Клеопатру, вдову загиблого Епірський царя Александра Молосського.

## Боротьба за македонський трон

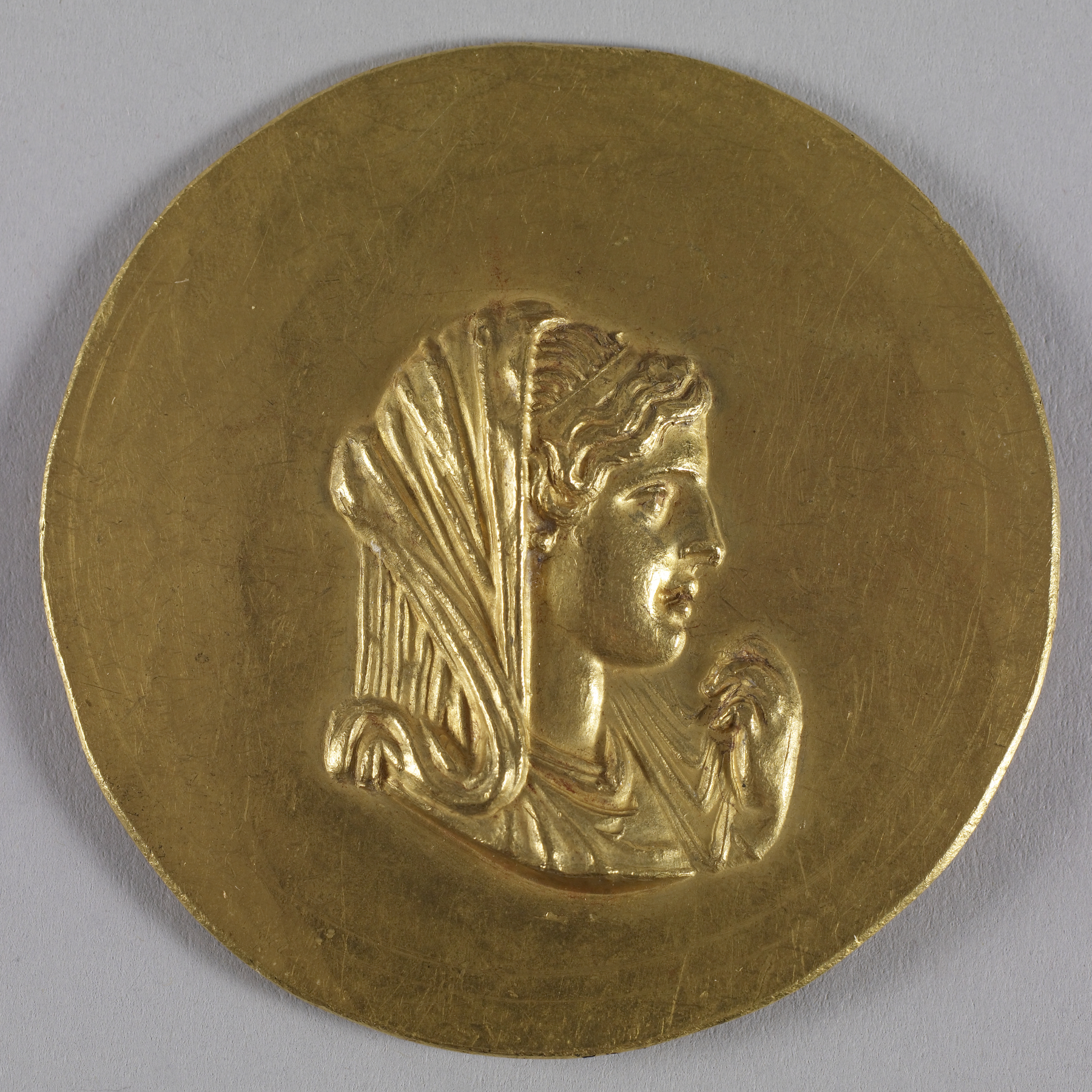
Римський медальйон з Олімпіадою

Після смерті Александра в 323 до н. е. Македонія залишилася за Антипатром. Олімпіада правила в Епірі, допоки підростав її онук Неоптолем від дочки Клеопатри, законний спадкоємець Епірського царства.
У пошуках підтримки іншому своєму онуку, Александру IV, проголошеному номінально царем Македонії поряд з Філіппом Аррідеєм одразу після народження (через місяць після смерті Александра Великого), вона уклала союз з діадохом Полісперхоном, який повинен був стати наступником померлого в 319 до н. е. Антипатра. У Македонії в цей час правила Еврідіка, дружина недієздатного Філіппа Аррідея. Тим часом сам Полісперхон загруз у боротьбі за регентство із сином Антипатра Кассандром і втік до Епіру.
З Епірський військом і Полісперхоном Олімпіада вторглася в Македонію 317 до н. е., у той час як Кассандр з армією взяв в облогу Афіни. Македонські воїни на чолі з Еврідікою, побачивши Олімпіаду та її онука, сина Александра Великого, відмовилися підкорятися Еврідіці, дружині Філіппа Аррідея, і без бою перейшли на бік Олімпіади. Незабаром номінальний цар Філіпп Аррідей і його реально царююча дружина Еврідіка були схоплені і кинуті до в'язниці. Македоняни визнали право Олімпіади царювати від імені онука, і на короткий час вона необмежено правила в Македонії. У прагненні розправитися із прихильниками Кассандра вона стратила його брата і близько сотні інших знатних македонян. За наказом Олімпіади вірні фракійці закололи суперника її онука, царя Філіппа Аррідея і примусили його дружину Еврідіку повіситися.

## Поразка
Кассандр поспішив повернутися з Пелопоннесу і взяв в облогу Підну, де зникла Олімпіада. Полісперхон, замкнений у західній Греції Калласом, генералом Кассандра, вислав за Олімпіадою невеликий вітрильник, а також відправив гінця з листом до неї, спонукаючи бігти на цьому вітрильнику. Однак Кассандр дізнався про зміст листа і перехопив вітрильник. Олімпіада безуспішно очікувала в призначеному місці обіцяного порятуноку. Коли допомога не надійшла, вона здалася Кассандру, вирішивши, що Полісперхон зрадив її.
Насправді облога Підни затягнулася. У фортеці Олімпіада мала у своєму розпорядженні вірними їй солдатами, було навіть кілька бойових слонів. На допомогу родичці вийшов Епірський цар Еакід, однак генерал Кассандра замкнув гірські проходи і тримав його армію від подальшого просування. Поки Еакід перебував у бездіяльності, його піддані в Епірі збунтувалися і скинули свого царя, що відбулося вперше в історії Епіру. Кассандр послав в Епір свого генерала Лікіска як регента. Інший генерал Кассандра Каллас зумів підкупити солдатів Полісперхона, в результаті чого той залишився без армії. У фортеці Підни всі слони і велика частина коней загинули, почали вмирати від голоду і люди. Серед варварів було помічено навіть людоїдство. Багато солдатів вийшло з Підни до Кассандру, який прийняв їх дружньо. На сторону Кассандра почали переходити і македонські гарнізони в інших містах, за винятком гарнізонів Пелли і Амфіполя.

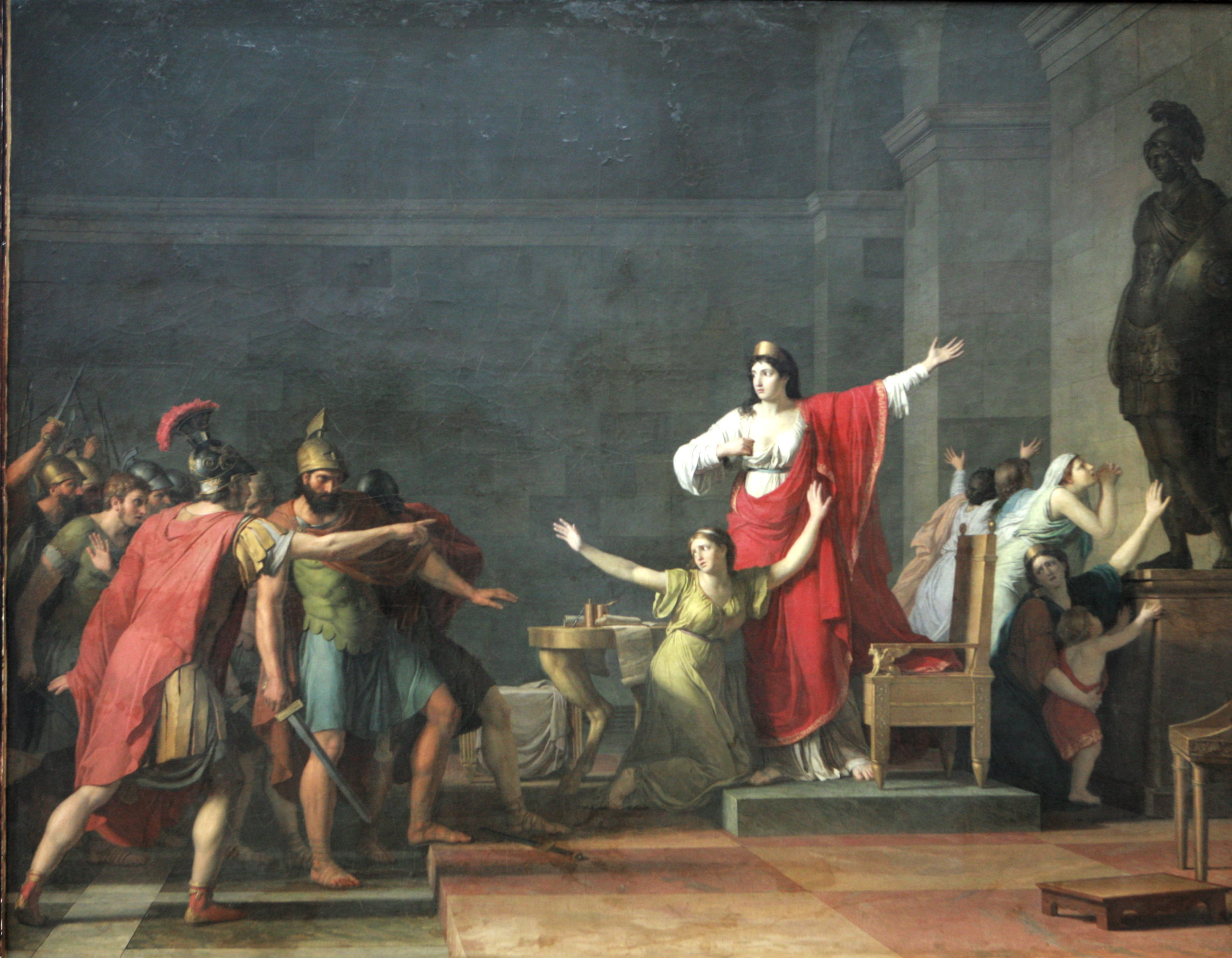
Кассандр і Олімпіада

Втративши надію на порятунок, Олімпіада здалася Кассандру на умовах своєї особистої безпеки навесні 316 до н. е. За її розпорядженням вірний їй генерал Арістон, начальник гарнізону в Амфіполі, припинив опір Кассандру, хоча до того здобував перемоги в сутичках з його загонами. Арістону обіцяли збереження життя, але, побоюючись його популярності, Кассандр наказав вбити воєначальника.
Однією з умов здачі Олімпіади також було збереження їй життя, проте пізніше Олімпіаду притягнули до суду за кров, пролиту нею за час правління. На зборах македонян, де вона не була присутня, її заочно засудили до смерті. Діодор повідомляє, що Кассандр запропонував Олімпіаді тікати до Афін, обіцяв корабель. Новий правитель Македонії боявся бути звинуваченим у смерті матері Александра Великого. Олімпіада відмовилася, бажаючи відкритого суду перед македонським народом.
Знаючи мінливість настроїв серед македонян, Кассандр не міг допустити нового суду. Він послав 200 спеціально відібраних солдатів з наказом вбити Олімпіаду якомога швидше. Солдати, яким доручили виконати вирок, увірвалися в будинок до Олімпіади, але, побачивши її в царських регаліях, відмовилися підняти руку на матір Александра Великого. Тоді Олімпіаду закидали камінням родичі страчених в її правління. За наказом Кассандра, що втратив брата і багатьох друзів на рік правління Олімпіади, їй було відмовлено в ритуалі поховання.